# Museo dei bambini di Indianapolis
Il Museo dei bambini di Indianapolis (The Children's Museum of Indianapolis) è il più grande museo dei bambini del mondo con una sede di 43.933,85 m² su 5 piani di sale espositive, una collezione di 120 000 oggetti e più di un milione di visitatori all'anno. Il museo si trova negli Stati Uniti, nella città di Indianapolis, Stato dell'Indiana. La collezione del museo si divide in tre aree: collezione americana (American Collection), collezione culturale del mondo (Cultural World Collection) e collezione del mondo naturale (Natural World Collection). I destinatari del museo sono i bambini e per questo motivo molte delle esposizioni sono interattive e permettono una partecipazione attiva.

## Storia

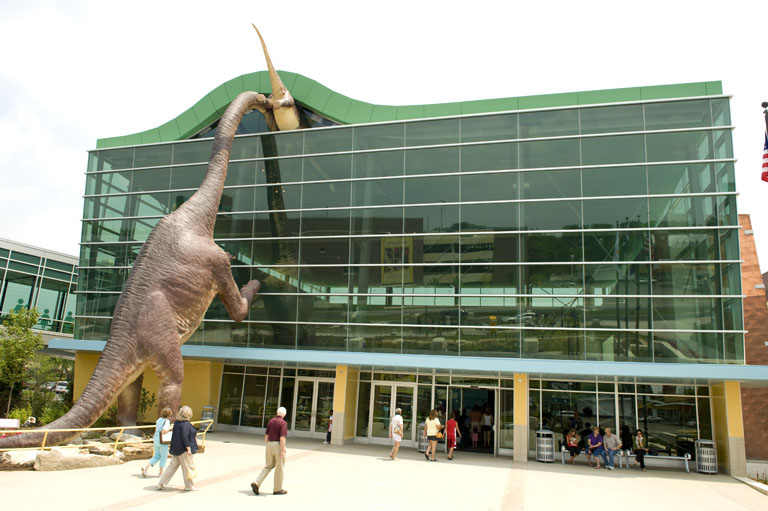
Centro d'accoglienza e brachiosauri, allestimento del 2009.

Il museo è fondato nel 1925 da Mary Stewart Carey con il sostegno dell'amministrazione e della società civile di Indianapolis. La sede attuale ospita il museo a partire dal 1946; l'edificio è ristrutturato nel 1976 e da quell'anno ospita 6 allestimenti principali. Nel 2008 il museo ha un budget di un milione di dollari con 400 impiegati e 1500 volontari.